# Pescara trolibuszvonal-hálózata
A pescarai trolibusz egy építési projekt volt Olaszországban Pescara városában. A három részre osztott munkálatok célja az volt, hogy a befejezés után összekösse Pescara Centrale pályaudvart a pescarai repülőtérrel és a metropolisz többi településével, Montesilvanóval, San Giovanni Teatinóval és Francavilla al Mare településsel. Az első tétel, az egyetlen, amely még építés alatt állt, Pescara pályaudvart és Montesilvanót volt hivatott összekötni. A csődöt 2024-ben jelentették be, helyette elektromos buszokat fognak forgalomba állítani.

## Története

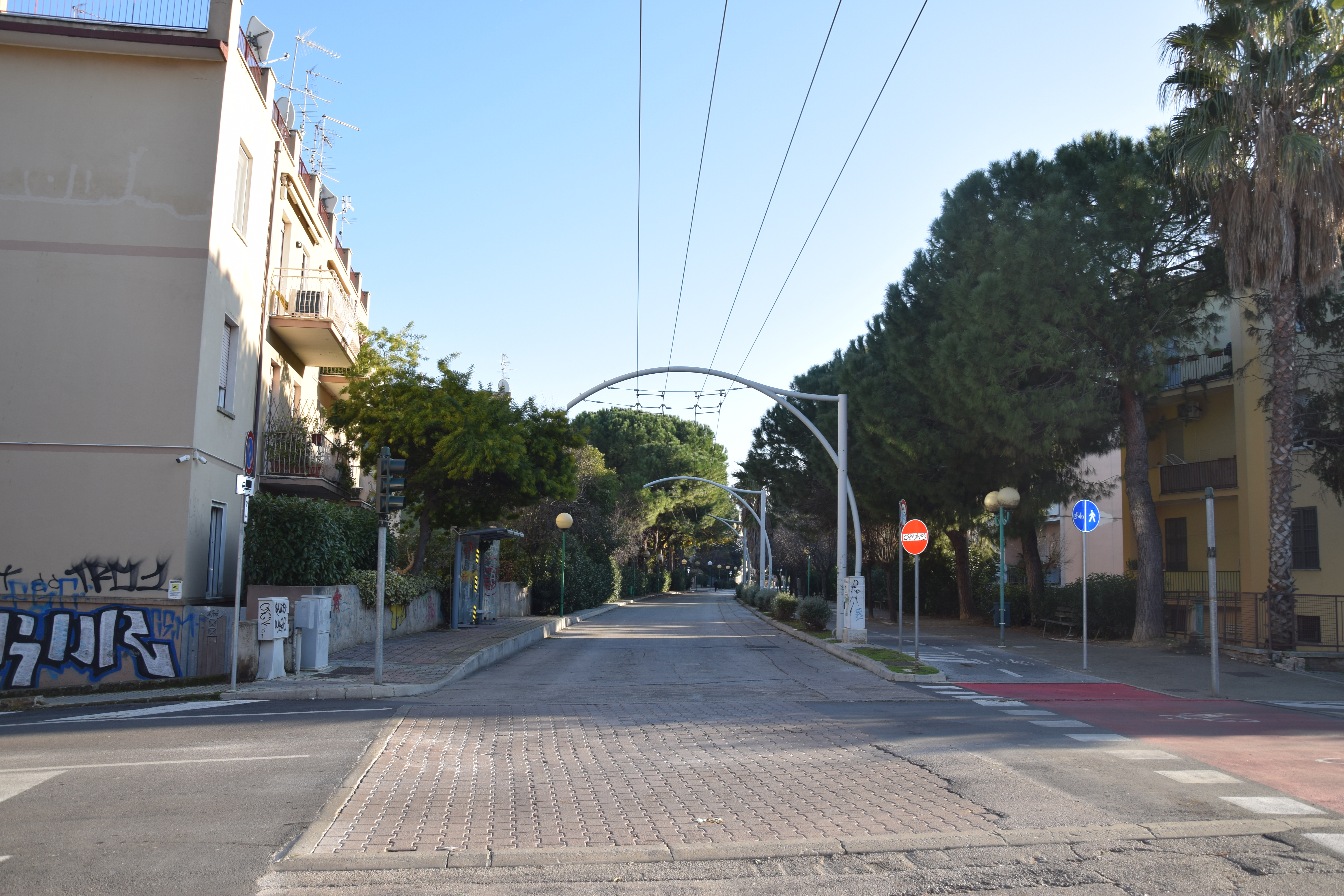
A trolibusz útvonala és a Via del Milite Ignoto megállóhely.

1988-ban, az új Pescara Centrale állomás üzembe helyezésével egy időben az Adria vasútvonalat egy új, a dombok közelében futó nyomvonalra helyezték át, így elkerülve a nagyrészt urbanizált parti sáv megosztását Pescara és a szomszédos települések között, és megszüntetve számos vasúti átjárót. A vasúti változat megépítését követően a régi pálya, amely a pescarai Piazza Martiri Pennesi és a montesilvanói Viale Europa között halad, pontos rendeltetési cél nélkül maradt egészen 1992-ig, amikor is bemutattak egy kezdeti projektet, amely a pályát kizárólag a tömegközlekedésnek szánta. 1995-ben az 1992. február 26-i 211-es törvénynek köszönhetően finanszírozást kapott ez a projekt, amely a kezdeti szakaszban elektromos buszok használatát irányozta elő, és lehetővé tette a munkálatok megkezdését. Az 1990-es évek vége felé a teljes útvonalat leaszfaltozták, járdával és kerékpárúttal látták el, de a munkálatokat megszakították anélkül, hogy az infrastruktúra kiépítését folytatták volna; azóta a sugárút Pescarában Via Castellammare Adriatico, Montesilvanóban pedig Via della Liberazione nevet kapott, és a két városban „parkút” néven ismert.
A különböző bürokratikus lépéseket követően egy új projektet, amely Pescara és Montesilvano települések, Abruzzo régió és a GTM (a később a TUA-ban egyesülő vállalat) közötti szolgáltatási konferencia eredménye, 2002 végén hagyta jóvá a CIPE, amely mintegy 31 millió eurós finanszírozást biztosított, és az útvonal munkálatai 2009-ben Montesilvanóban és 2010-ben Pescara-ban folytatódtak.
A projektet ezután 2012-ben mutatták be a nyilvánosságnak, és az infrastruktúra első részének, azaz a Pescara Centrale régi állomása és a montesilvanói kongresszusi központ közötti szakasznak a megépítését és üzembe helyezését írja elő; ez az útvonal nagyrészt saját nyomvonalán, az Adria vasút régi nyomvonalán halad, kivéve egy körülbelül egy kilométeres szakaszt a montesilvanói terminál közelében, ahol vegyes nyomvonalon halad majd.
Amikor 2012-ben bemutatták a trolibuszvonal végleges tervét, a Filò kereskedelmi nevet hirdették meg a munkálatokhoz; a vonal üzemeltetésére a TUA üzemeltető nyolc Phileas csuklós trolibuszt tervezett használni, amelyeket az APTS (Advanced Public Transport Systems) vállalat (akkor a holland VDL Bus & Coach csoport része) épített, de ez a vállalat 2014-ben beszüntette működését, ami újabb megtorpanást okozott a munkálatokban, amelyek a már nem gyártott trolibuszok használatát irányozták elő.
A Pescara állomástól a montesilvanói Viale Europa-ig tartó teljes villamosított pályát a TUA 2017. március 7-én sikeresen tesztelte egy Van Hool A330T trolibusszal, amely a chieti trolibuszvonalon közlekedett..  A Számvevőszék 2017. évi jelentése, bár kiemeli, hogy „a megvalósítás során továbbra is kritikus pontokat regisztráltak”, a munka végrehajtásának állapotát 98%-ban befejezettnek ítéli. 2022 októberében a TUA megvásárolta az első hat Van Hool ExquiCity trolibuszt, amelyeket a trolibusz-közlekedésre anélkül használnak majd, hogy a teljes útvonal villamosítására szükség lenne, köszönhetően az „in motion charging” technológiának, amely lehetővé teszi, hogy a járművek a nem villamosított szakaszokon akkumulátorok segítségével közlekedjenek.
A trolibusz beindítása, amelynek 2023 elején kellett volna megtörténnie, további késedelmet szenvedett, mivel az abruzzói regionális közigazgatási bíróság 2022 decemberében elutasította a projektet, és helyt adott a regionális KHV-bizottság és az Infrastruktúra- és Közlekedési Minisztérium további véleményezését igénylő fellebbezésnek, azonban az ítéletet az Államtanács 2023 augusztusában megsemmisítette, lehetővé téve a Montesilvano és a régi Pescara Centrale állomás közötti első tételben történő üzembe helyezést, amelynek az érintett szervek szerint 2023 végére kellett volna megtörténnie. 2024. február 22-én megkezdődtek a próbaüzemek, amelyek tervezett időtartama kilenc hét volt, előkészítve a trolibuszvonal üzembe helyezését, amely a „La Verde” kereskedelmi nevet kapta.